# Stuf
Phragmites australis, (stuf, trestie), este o plantă erbacee perenă din familia gramineelor (Poaceae), care are rizom târâtor, tulpină erectă rigidă de 1–4 m, frunze lanceolate verzi-albăstrui și flori dispuse în panicule terminale. Phragmites australis este uneori considerată ca fiind singura specie a genului Phragmites, deși unii botaniști împart Phragmites australis în trei sau patru specii. În special stuful Khagra (Phragmites Karka) din Asia de Sud este adesea tratat ca o specie distinctă.

## Răspândire
Pe malul râurilor sau lacurilor. Este întâlnită în zonele umede de-a lungul regiunilor temperate și tropicale ale lumii.

## Stufăriș

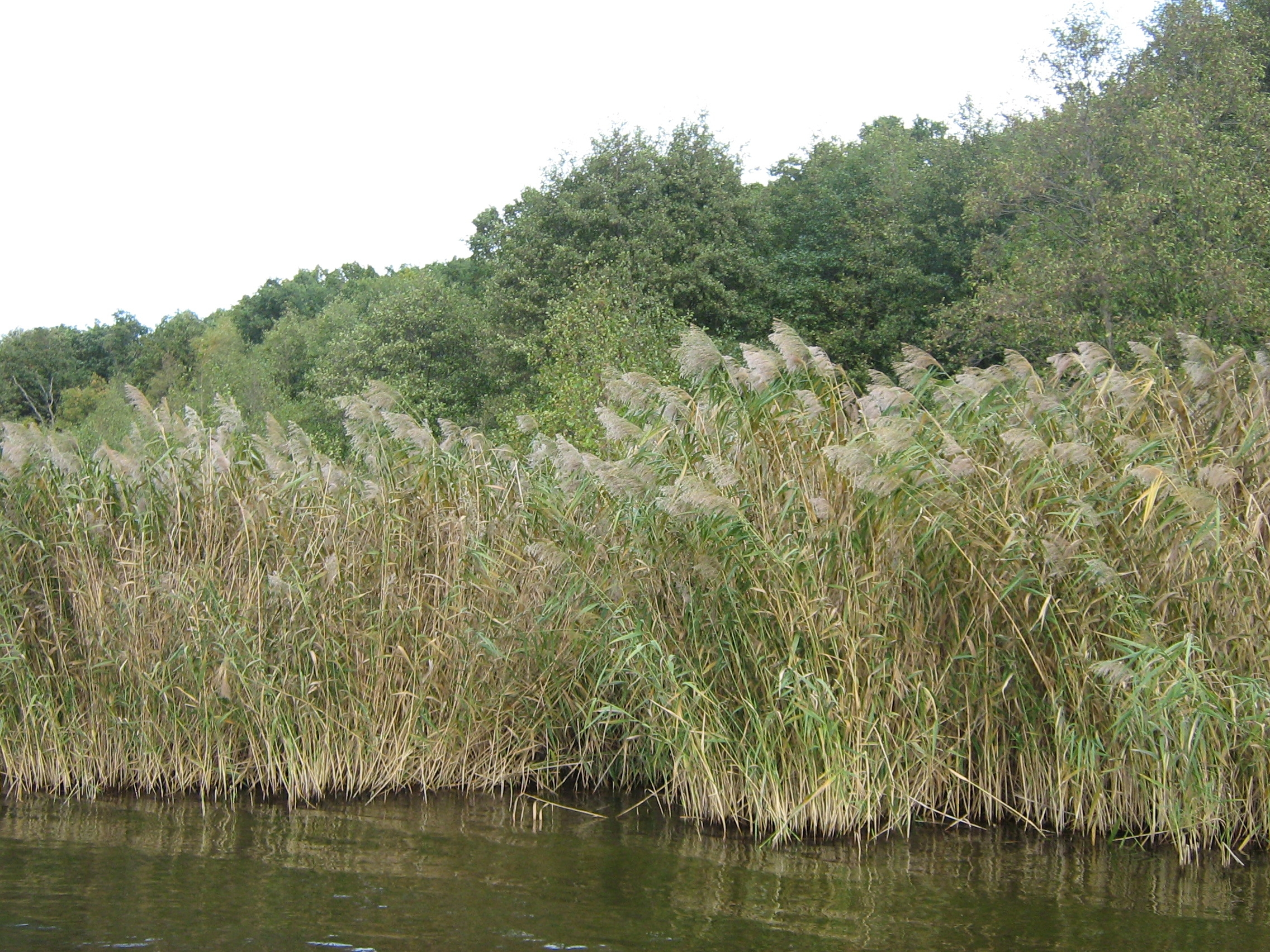
Stufăriş

Un stufăriș este o zonă unde crește stuf în densitate relativ mare. Stufărișurile sunt situate de obicei la marginea unor bălți sau lacuri, în brațe moarte ale râurilor sau în zonele deltaice.

## Importanță
În perioada regimului Ceaușescu, combinatul de hârtie la Chișcani, în Brăila folosea stuf ca materie primă.
Confecționarea acoperișurilor de stuf este un meșteșug cu tradiție în satul Letea, Tulcea.